# Domène
Pour l’article ayant un titre homophone, voir Domaine.
Domène est une commune française située dans le département de l'Isère, en région Auvergne-Rhône-Alpes. Elle fait partie de la métropole Grenoble-Alpes Métropole.
Ses habitants sont appelés les Domenoises et les Domenois.

## Géographie

### Situation et description

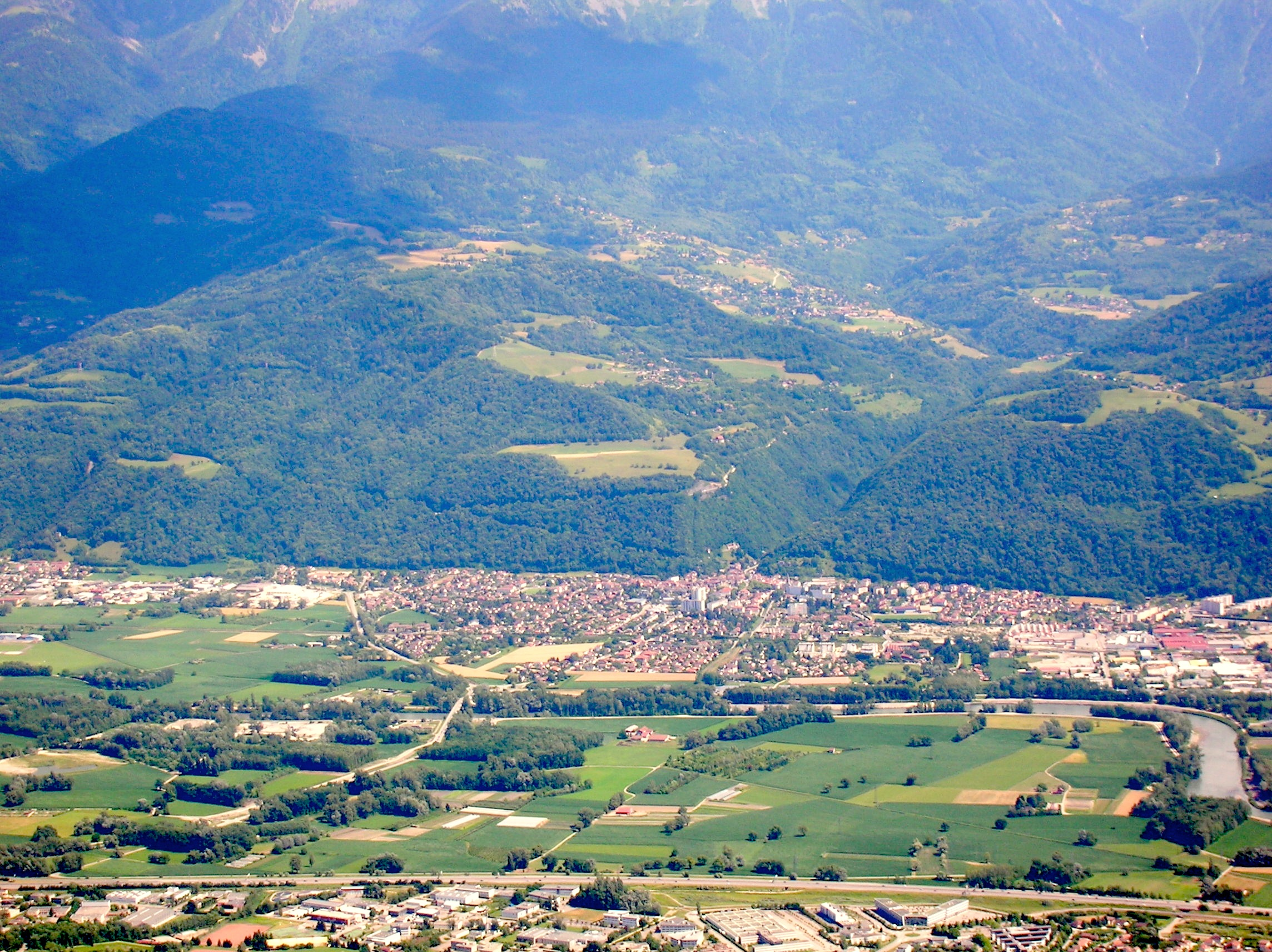
Vue de Domène depuis le Fort du Saint-Eynard.

Domène se situe à 10 km au nord de Grenoble, entre cette ville et Chambéry. Cette ville de passage du Grésivaudan est assez urbaine dans le centre, mais présente de nombreux hameaux à l'aspect rural.

### Communes limitrophes
| Montbonnot-Saint-Martin | Saint-Ismier | Le Versoud          |
| Meylan                  | Domène       | Saint-Jean-le-Vieux |
| Murianette              |              | Revel               |

### Climat
Pour des articles plus généraux, voir Climat d'Auvergne-Rhône-Alpes et Climat de l'Isère.
En 2010, le climat de la commune est de type climat des marges montargnardes, selon une étude du Centre national de la recherche scientifique s'appuyant sur une série de données couvrant la période 1971-2000. En 2020, Météo-France publie une typologie des climats de la France métropolitaine dans laquelle la commune est exposée à un climat de montagne ou de marges de montagne et est dans la région climatique  Alpes du nord, caractérisée par une pluviométrie annuelle de 1 200 à 1 500 mm, irrégulièrement répartie en été. 
Pour la période 1971-2000, la température annuelle moyenne est de 11,7 °C, avec une amplitude thermique annuelle de 19,5 °C. Le cumul annuel moyen de précipitations est de 1 191 mm, avec 9,9 jours de précipitations en janvier et 7,5 jours en juillet. Pour la période 1991-2020, la température moyenne annuelle observée sur la station météorologique de Météo-France la plus proche, « Grenoble - Lvd », sur la commune du Versoud à 2 km à vol d'oiseau, est de 12,6 °C et le cumul annuel moyen de précipitations est de 981,1 mm,. Pour l'avenir, les paramètres climatiques de la commune estimés pour 2050 selon différents scénarios d'émission de gaz à effet de serre sont consultables sur un site dédié publié par Météo-France en novembre 2022.
| Mois                                  | jan.           | fév.           | mars          | avril         | mai           | juin          | jui.          | août          | sep.          | oct.          | nov.           | déc.           | année      |
| ------------------------------------- | -------------- | -------------- | ------------- | ------------- | ------------- | ------------- | ------------- | ------------- | ------------- | ------------- | -------------- | -------------- | ---------- |
| Température minimale moyenne (°C)     | −1,3           | −0,3           | 2,8           | 6,4           | 10,3          | 14            | 15,3          | 14,9          | 11,7          | 8             | 3              | −0,5           | 7          |
| Température moyenne (°C)              | 2,8            | 4,6            | 8,8           | 12,7          | 16,4          | 20,5          | 21,9          | 21,4          | 17,7          | 13,3          | 7,2            | 3,3            | 12,6       |
| Température maximale moyenne (°C)     | 6,8            | 9,5            | 14,7          | 19,1          | 22,5          | 26,9          | 28,6          | 27,8          | 23,8          | 18,7          | 11,5           | 7,2            | 18,1       |
| Record de froid (°C) date du record   | −16,6 11.01.10 | −12,9 05.02.12 | −8,7 01.03.05 | −3,4 08.04.21 | 0,8 07.05.19  | 3,7 01.06.06  | 7,6 13.07.00  | 7,2 31.08.06  | 2,8 26.09.02  | −3,6 26.10.03 | −10,7 27.11.05 | −14,4 20.12.09 | −16,6 2010 |
| Record de chaleur (°C) date du record | 19,2 08.01.11  | 22,5 07.02.01  | 27,7 24.03.01 | 31,1 28.04.12 | 34,9 24.05.09 | 37,1 28.06.19 | 38,8 31.07.20 | 39,5 13.08.03 | 33,8 10.09.23 | 30,9 26.10.06 | 22,9 14.11.10  | 21,5 07.12.00  | 39,5 2003  |
| Précipitations (mm)                   | 77,1           | 58,9           | 77,8          | 70,7          | 99            | 81,4          | 76,8          | 92,1          | 75,2          | 92,3          | 95,3           | 84,5           | 981,1      |

### Hydrographie

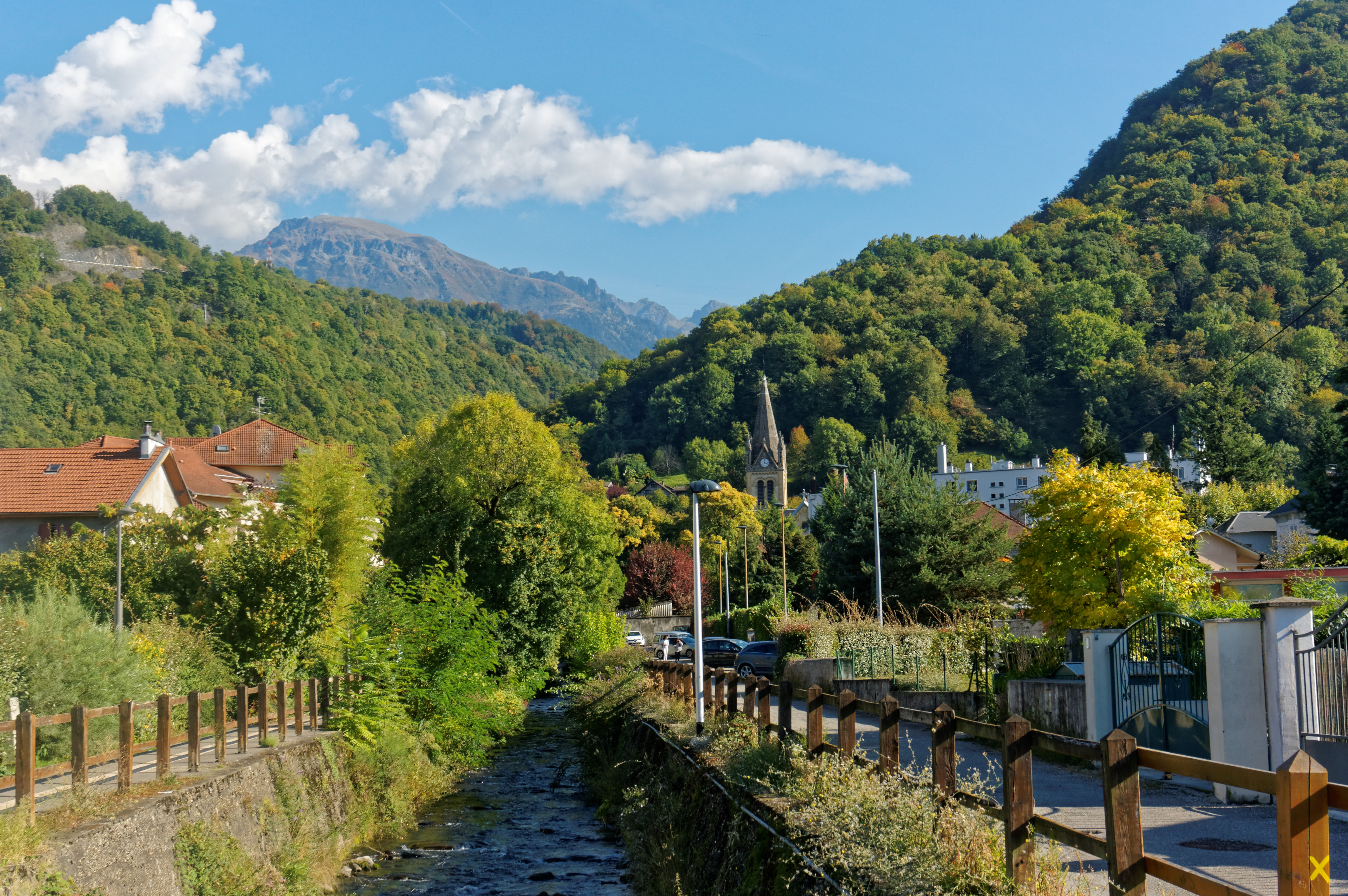
Le Doménon à Domène.

Le ruisseau du Doménon, issu des Lacs du Domènon, traverse la ville, elle-même bordée par l'isère.

### Voies de communication et transports

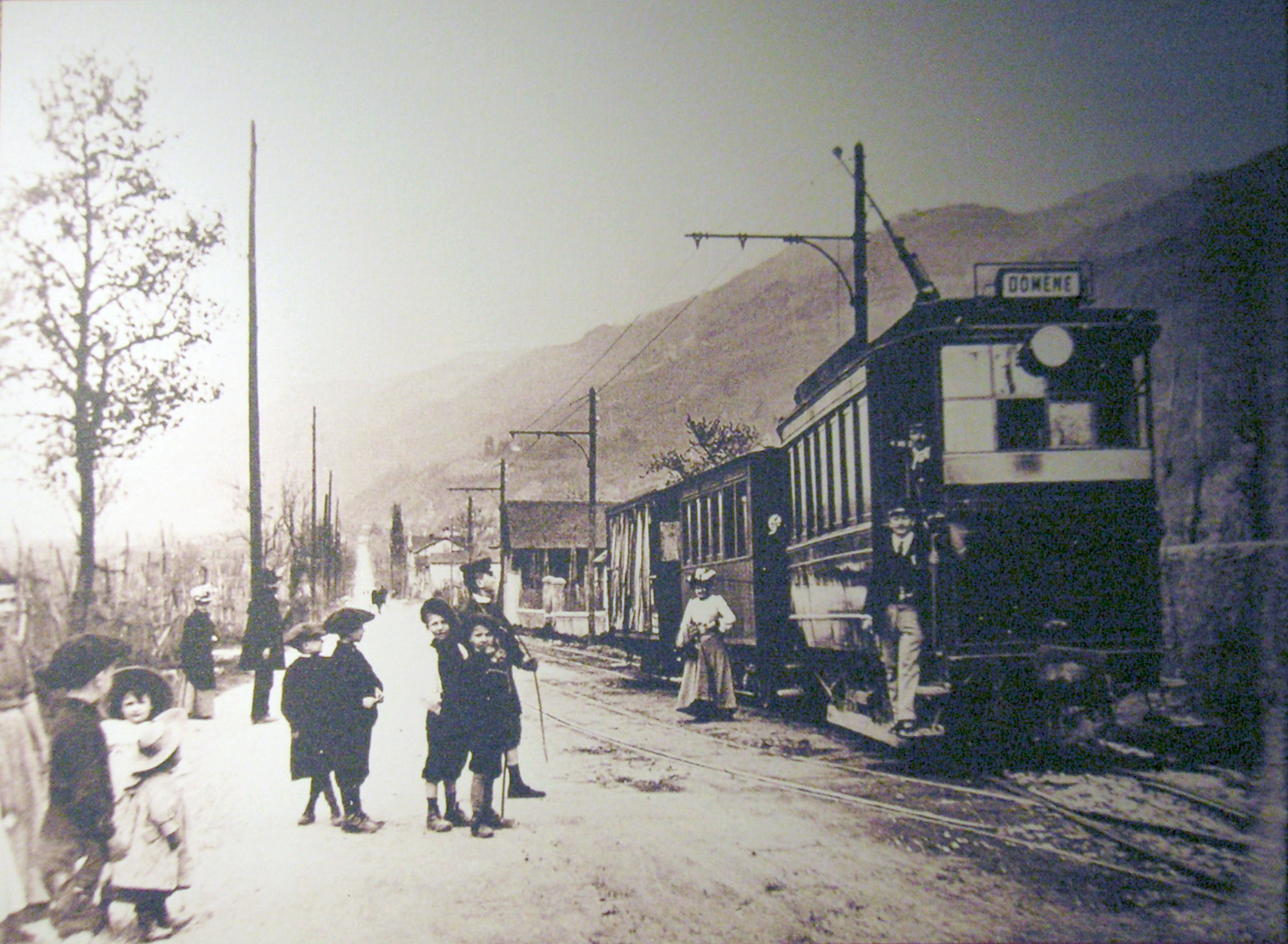
Tramway à Domène vers 1900.

Le territoire de Domène bénéficie d'une bonne desserte de transports en commun avec la ligne de bus 15 vers Grenoble ainsi que la ligne Express 2 du réseau Transisère (qui ne dessert plus le centre de Domène depuis 2015). Elle est desservie depuis fin 2009 par les Transports du Grésivaudan, devenus en 2016 le réseau de bus TouGo.
La gare SNCF est fermée au trafic voyageurs et n'assure plus la vente de billets SNCF depuis 2011 (une halte pourrait desservir la commune à terme). La gare ferroviaire la plus proche est celle de Villard-Bonnot.
L'aérodrome de Grenoble-Le Versoud est situé à proximité de la commune.

## Urbanisme

### Typologie
Au 1er janvier 2024, Domène est catégorisée ceinture urbaine, selon la nouvelle grille communale de densité à sept niveaux définie par l'Insee en 2022.
Elle appartient à l'unité urbaine de Grenoble, une agglomération intra-départementale regroupant 38  communes, dont elle est une commune de la banlieue,,. Par ailleurs la commune fait partie de l'aire d'attraction de Grenoble, dont elle est une commune de la couronne,. Cette aire, qui regroupe 204 communes, est catégorisée dans les aires de 700 000 habitants ou plus (hors Paris),.

### Occupation des sols
L'occupation des sols de la commune, telle qu'elle ressort de la base de données européenne d’occupation biophysique des sols Corine Land Cover (CLC), est marquée par l'importance des territoires artificialisés (41,4 % en 2018), en augmentation par rapport à 1990 (39,2 %). La répartition détaillée en 2018 est la suivante : 
zones urbanisées (26,8 %), forêts (21,2 %), terres arables (20,9 %), zones industrielles ou commerciales et réseaux de communication (14,6 %), zones agricoles hétérogènes (8,2 %), eaux continentales (4,7 %), prairies (3,5 %). L'évolution de l’occupation des sols de la commune et de ses infrastructures peut être observée sur les différentes représentations cartographiques du territoire : la carte de Cassini (XVIIIe siècle), la carte d'état-major (1820-1866) et les cartes ou photos aériennes de l'IGN pour la période actuelle (1950 à aujourd'hui).

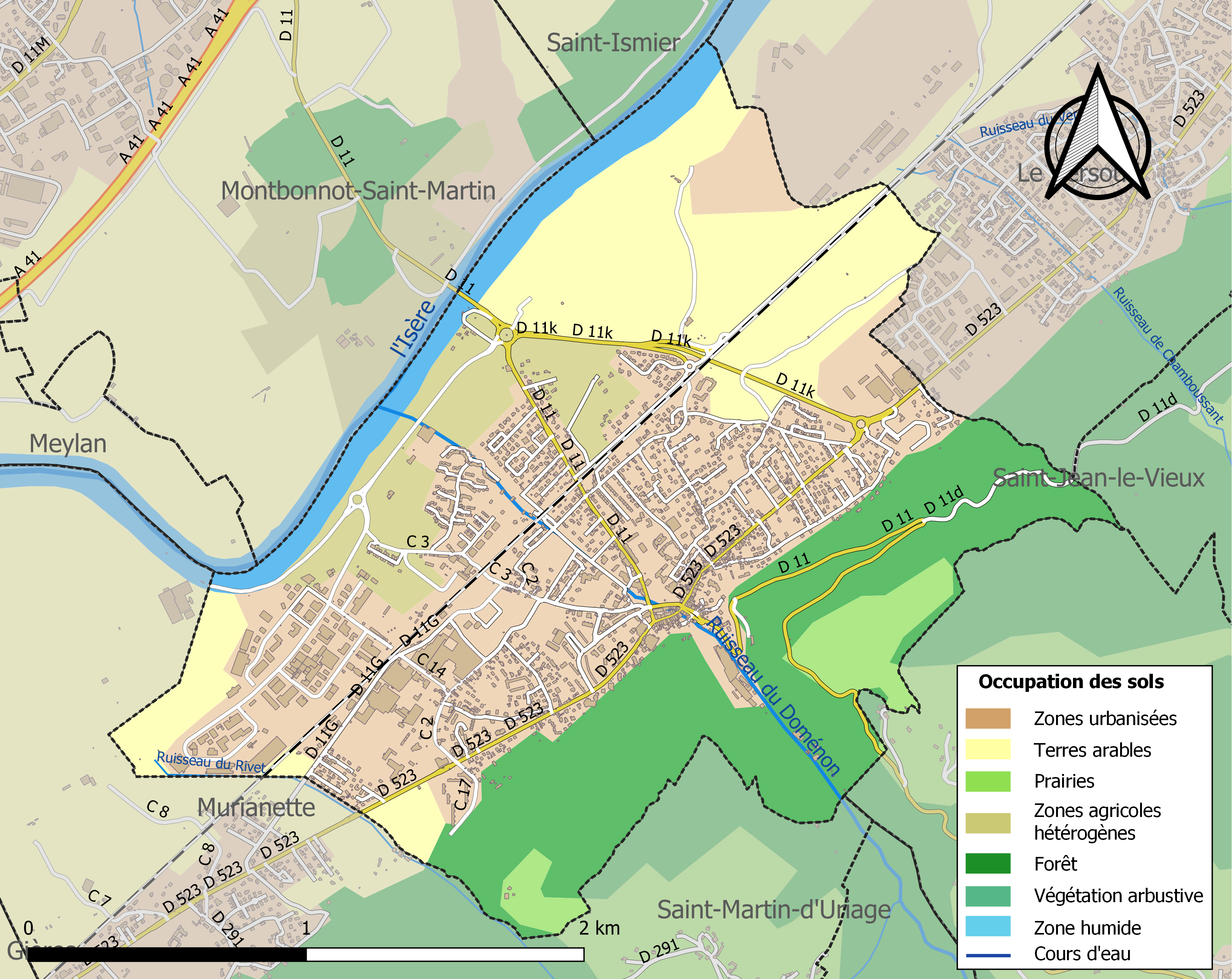
Carte des infrastructures et de l'occupation des sols de la commune en 2018 (CLC).

### Lieux-dits et écarts
Les différents grands quartiers de Domène sont Émile-Blanc, les Charmettes, Le Beaulieu et Le Belle-vue créé entre les années 1950-60, les Bayardières créé en 1980, les Chenevières en 1984-86, les Arnauds en 2009 et la Ouatose en 2013.
En 2019, Le quartier de la cité Jardin & artisans
a été édifié à l'emplacement de l'ancienne usine Matussière & Forest.

### Risques naturels et technologiques

#### Risques sismiques
L'ensemble du territoire de la commune de Domène est situé en zone de sismicité n°4 (sur une échelle de 1 à 5), comme la plupart des communes de son secteur géographique, mais en limite de la zone n°3.
| Type de zone | Niveau            | Définitions (bâtiment à risque normal) |
| ------------ | ----------------- | -------------------------------------- |
| Zone 4       | Sismicité moyenne | accélération = 1,6 m/s2                |

## Histoire

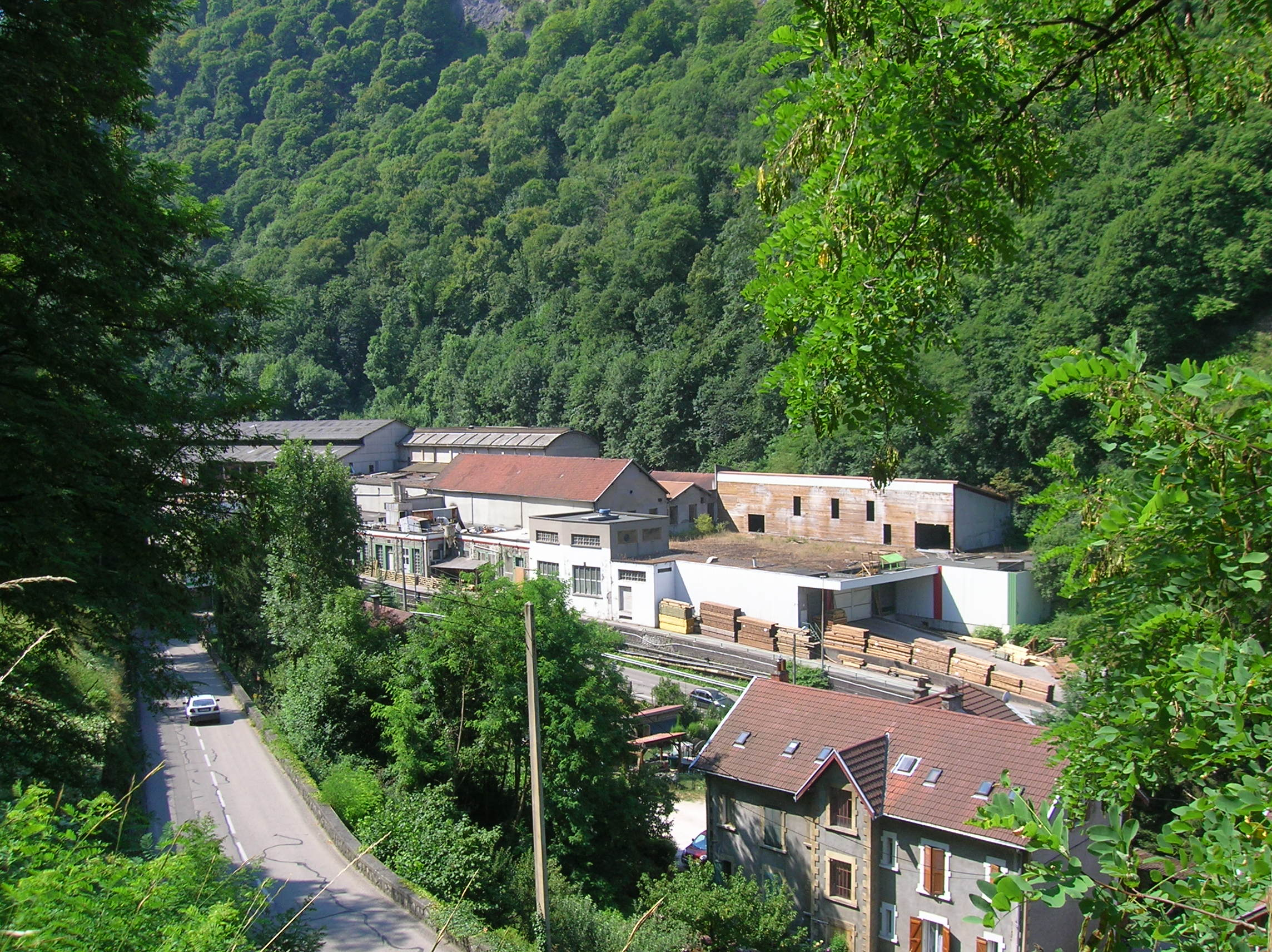
La scierie actuelle, au lieu des papeteries de la gorge de Domène.

Vers la fin du Xe siècle, la seigneurie entre dans le domaine des Aynard,. Selon une charte du Cartulaire de Grenoble, Aynard II, petits-fils de Rodolphe, indique que les donations, dont Domène, qu'auraient faites  l'évêque de Grenoble, Isarn,. Les Aynard de Domène sont donnés comme ancêtres de la famille de Monteynard,.
Sur le territoire de la commune s'élevait en 1353 une maison forte décrite comme : Véherie « domum suam fortem de Domena ».
Au XIXe siècle et au XXe siècle, les industries papetières ont prospéré à Domène et dans le Grésivaudan en général. Amable Matussière installe la papeterie du Domeynon dans les gorges du Doménon en 1856, à l'origine du groupe papetier Matussière & Forest (M&F). Les papeteries sont fermées dans les années 2010, et le groupe M&F mis en liquidation en 2008.

## Politique et administration

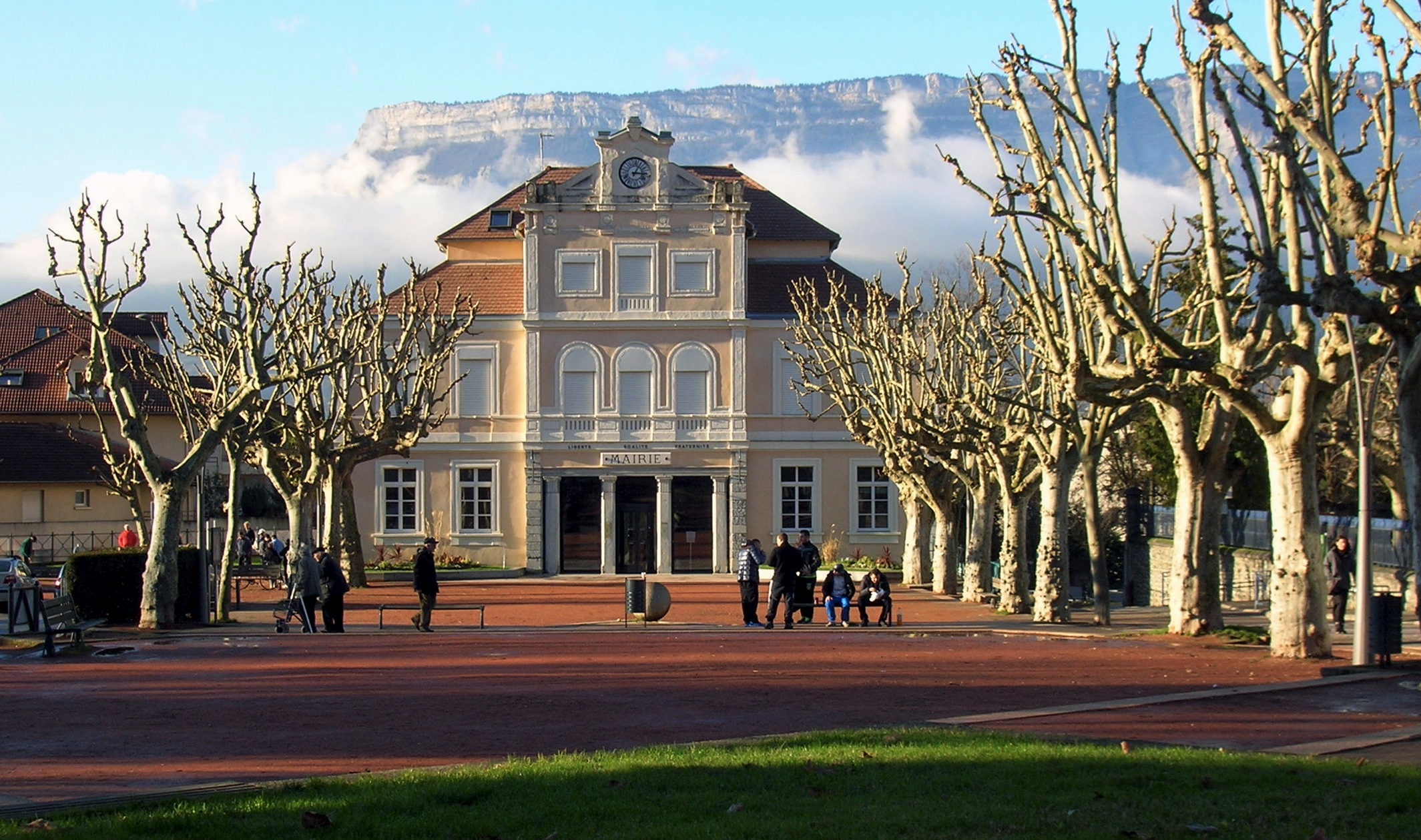
La mairie.

Apres la seconde guerre Mondiale (1939-1945) et durant plusieurs décennies, la commune a été gouvernée par des listes d'union de la gauche (PCF-PS), avec notamment en chef de file, Émile Blanc et Roger Reynier-Prat entre 1947 et 1977; c'est durant ces mandats que Domène connaît un grand développement industriel, d'infrastructures et de logements. Les deux dernières listes de cette union dirigeant la commune ont été menées par Aimé Duhamel (maire de 1977 à 1983) et Jean Perron-Bailly (maire de 1983 à 1995). Les listes RPR-UDF menées par Maurice Savin, leader de l'opposition à l'époque, échouent de peu en 1983 et 1989.
Lors du dernier mandat de Jean Perron-Bailly, sa majorité ne veut pas qu'il brigue un troisième mandat, dans un climat de fermeture des usines historiques de la commune (papeterie et aciéries), et face à une liste d'union communale (RPR-UDF-DVG), la liste d'union de la gauche d'Aimé Duhamel (ancien maire et adjoint sortant) perd l’élection de 1995, contre le candidat tête de liste Michel Savin, qui remporte le scrutin avec plus de 60 % des suffrages. Les listes que Savin mènera par la suite remporteront les élections de 2001, 2008 et 2014, avec des scores équivalents voir supérieurs, face à des listes d'union de la gauche, puis gauche et écologie à partir de 2008, menées par différentes tête de liste, notamment Jean-Pierre Dominoni (2008) et Marie-Dominique Nollet (2014 et 2020).
En 2017, dans le cadre du non-cumul des mandats, Michel Savin laisse la tête du conseil municipal à son adjoint, Chrystel Bayon, qui est élu par la majorité en place. Par la suite, Bayon mène en 2020, la liste "Pour Domène, durablement" et remporte le scrutin au premier tour avec presque 58 % des suffrages, malgré la présence d'une troisième liste dissidente de la majorité municipale précédente.

### Jumelages
- Vedano al Lambro (Italie)
- Mühlhausen-Ehingen (Allemagne) depuis 1997[24]

## Population et société

### Démographie
L'évolution du nombre d'habitants est connue à travers les recensements de la population effectués dans la commune depuis 1793. Pour les communes de moins de 10 000 habitants, une enquête de recensement portant sur toute la population est réalisée tous les cinq ans, les populations de référence des années intermédiaires étant quant à elles estimées par interpolation ou extrapolation. Pour la commune, le premier recensement exhaustif entrant dans le cadre du nouveau dispositif a été réalisé en 2007.

En 2022, la commune comptait 6 777 habitants, en évolution de +0,52 % par rapport à 2016 (Isère : +3,07 %, France hors Mayotte : +2,11 %).
| 1793  | 1800  | 1806  | 1821  | 1831  | 1836  | 1841  | 1846  | 1851  |
| ----- | ----- | ----- | ----- | ----- | ----- | ----- | ----- | ----- |
| 1 038 | 1 231 | 1 236 | 1 204 | 1 584 | 1 589 | 1 554 | 1 478 | 1 375 |

| 1856  | 1861  | 1866  | 1872  | 1876  | 1881  | 1886  | 1891  | 1896  |
| ----- | ----- | ----- | ----- | ----- | ----- | ----- | ----- | ----- |
| 1 395 | 1 393 | 1 620 | 1 484 | 1 719 | 1 915 | 1 906 | 1 987 | 1 878 |

| 1901  | 1906  | 1911  | 1921  | 1926  | 1931  | 1936  | 1946  | 1954  |
| ----- | ----- | ----- | ----- | ----- | ----- | ----- | ----- | ----- |
| 1 853 | 1 844 | 1 919 | 2 173 | 2 459 | 2 767 | 2 765 | 2 759 | 3 418 |

| 1962  | 1968  | 1975  | 1982  | 1990  | 1999  | 2006  | 2007  | 2012  |
| ----- | ----- | ----- | ----- | ----- | ----- | ----- | ----- | ----- |
| 4 372 | 4 901 | 5 297 | 5 308 | 5 775 | 6 399 | 6 544 | 6 562 | 6 588 |

| 2017  | 2022  | - | - | - | - | - | - | - |
| ----- | ----- | - | - | - | - | - | - | - |
| 6 745 | 6 777 | - | - | - | - | - | - | - |

### Enseignement
La commune est rattachée à l'académie de Grenoble.‌

### Sports

#### Rugby
L'Union sportive domenoise (USD) est finaliste du championnat de France de 3e division.
Le 9 mai 1929, l'équipe est battue 6 à 3 par le FC Auch au Parc des Sports de Sauclières de Béziers.

#### Basket
l'Amicale basket club (ABC Domène) anciennement l’Avenir de Domène dispute un quart de finale de coupe de France à domicile en 1963 face à l'Étoile de Charleville-Mézières (défaite 45-58) après avoir notamment éliminé l'AS Montferrand puis le CSM Auboué.

### Médias
Historiquement, le quotidien à grand tirage Le Dauphiné libéré consacre, chaque jour, y compris le dimanche, dans son édition du Grésivaudan, un ou plusieurs articles à l'actualité de la communauté de communes, ainsi que des informations sur les éventuelles manifestations locales, les travaux routiers, et autres événements divers à caractère local.

## Économie
La commune fait partie de l'aire géographique de production et transformation du « Bois de Chartreuse », la première AOC de la filière Bois en France,.

## Culture locale et patrimoine

### Lieux et monuments

#### Patrimoine religieux
- L'église Saint-Georges de style néo-gothique du XIXe siècle[35].

Prieuré de Domène

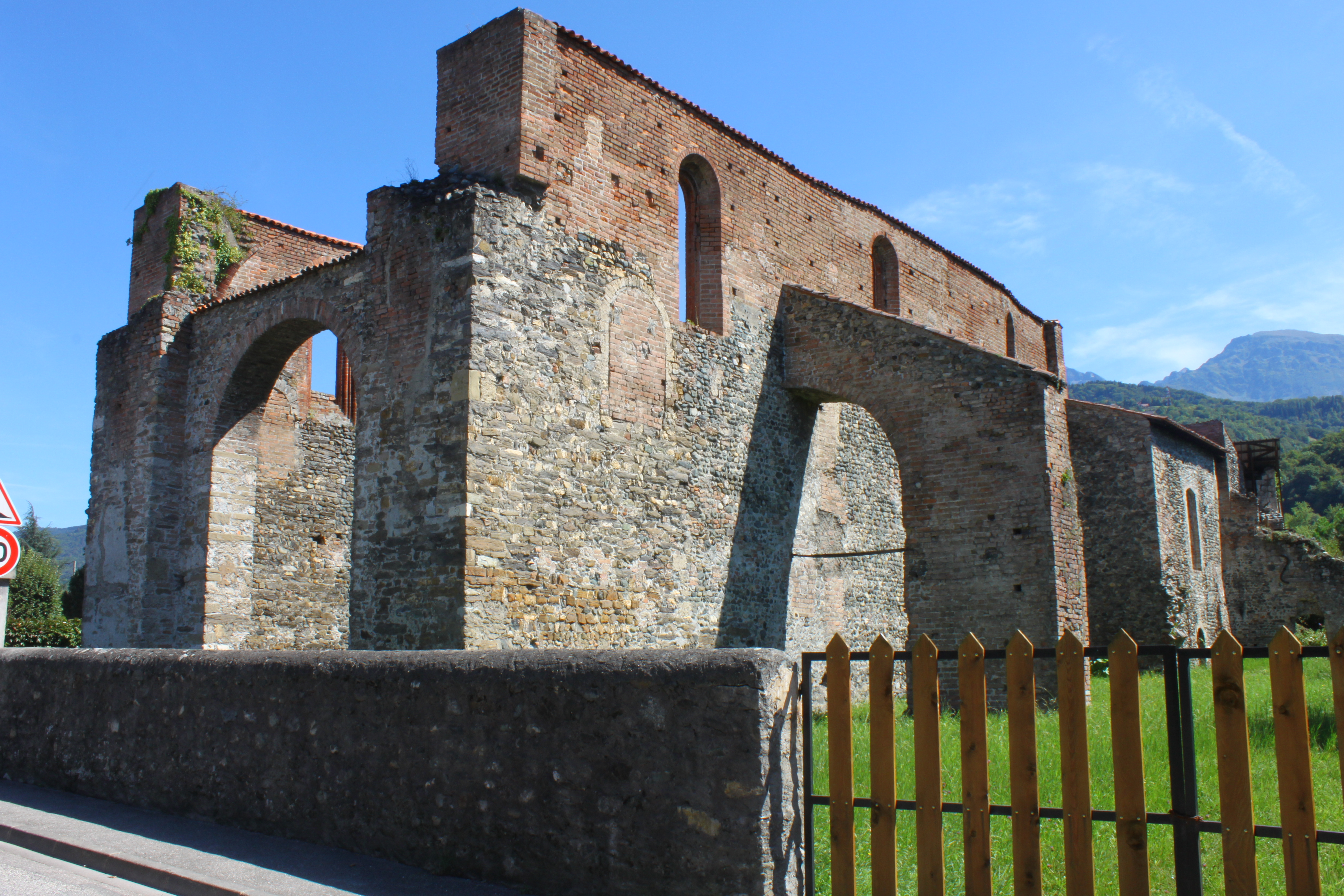
Ruines de l'ancien prieuré.

Au Xe siècle, Domène ne regroupait que quelques maisons appuyées contre la montagne.
Plus bas, la plaine était couverte de marais et de broussailles jusqu'à ce que les habitants, sous l'impulsion des moines, endiguent l'Isère et défrichent les terres.
De la période agricole et religieuse de l'an mille, Domène a hérité d'un prieuré bénédictin rattaché à l'abbaye de Cluny.
Dédiée aux saints Pierre et Paul, cette église, jadis prieuriale, est un des rares monuments du XIe siècle encore debout en Isère. La visite des ruines permet de découvrir une partie des murs de l'église consacrée en 1054.
La surélévation et le voûtement de la nef, datés du XIIIe siècle, se différencient nettement par l'emploi de la brique, caractéristique d'un mode architectural propre à la région.
Les vestiges du prieuré de Domène sont classés au titre des Monuments Historiques par arrêté du 1er juin 1943,. Il est possible de les visiter lors des journées européennes du patrimoine organisées le 3e week-end de septembre.
- Église Réformée Baptiste du Grésivaudan[38].

#### Patrimoine civil

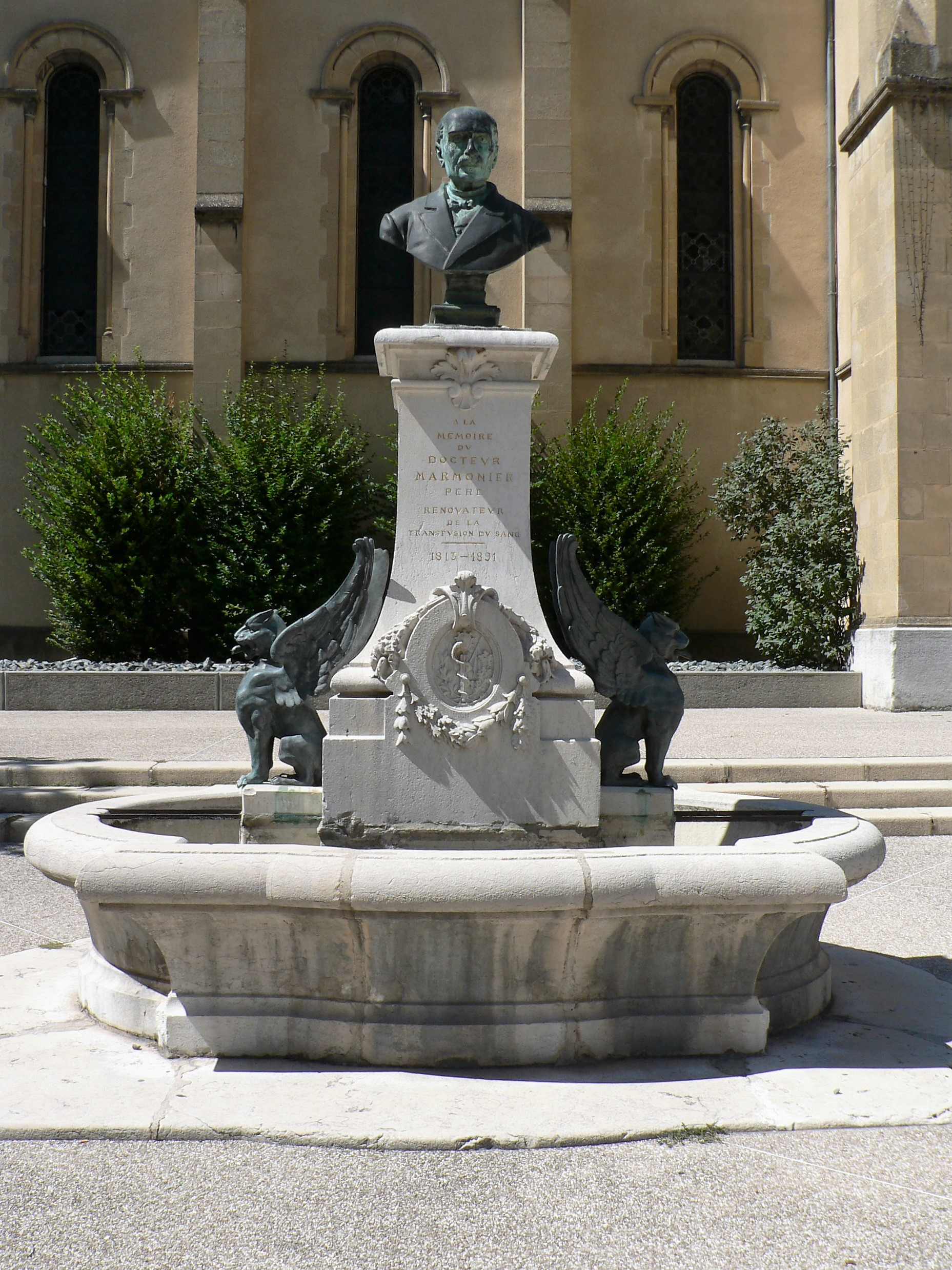
Le buste de Melchior Joseph Marmonnier au-dessus de la fontaine place de l'église.

Fontaine avec buste du Dr Marmonnier
Un buste en l’honneur du Dr Marmonnier fut érigé en 1891, enlevé par les troupes allemandes durant l'occupation il fut replacé en juin 1969 sur la fontaine. Les festivité du centenaire du Dr Marmonnier furent l'occasion d'une restauration.
Monument aux morts
La vie des 86 Domenois morts pour la France, âgés de 19 à 47 ans, figurant sur la liste inscrite sur le monument aux Morts de la commune, a fait l'objet d'une étude historique et généalogique détaillée de l'historien local Pierre Bourgeat. La section locale du Souvenir français a ainsi édité en 2014 son ouvrage 14-18 Ceux de Domène inscrits au monument aux morts
Château-Vert
L'ancien château sur motte des Ainard, situé au lieu-dit Château-Vert au Moyen Âge, a disparu, mais exceptionnellement le lieu s'est conservé en très bon état : le fossé, les tertres et les emplacements de la tour et des autres bâtiments d'origine sont encore très lisibles.
Maison forte d'Arces
De la maison forte d'Arces, du XVe siècle et déjà ruiné au XVIIe siècle, ne restait qu'une tour au XVIIe siècle qu'on retrouve sur la carte de Cassini ; à ne pas confondre avec le château d'Arces. Cette tour, dite la Tour Ronde, surplombe la falaise, le long du chemin balisé qui monte au-dessus de la gorge de la papeterie ;
Château d'Arces

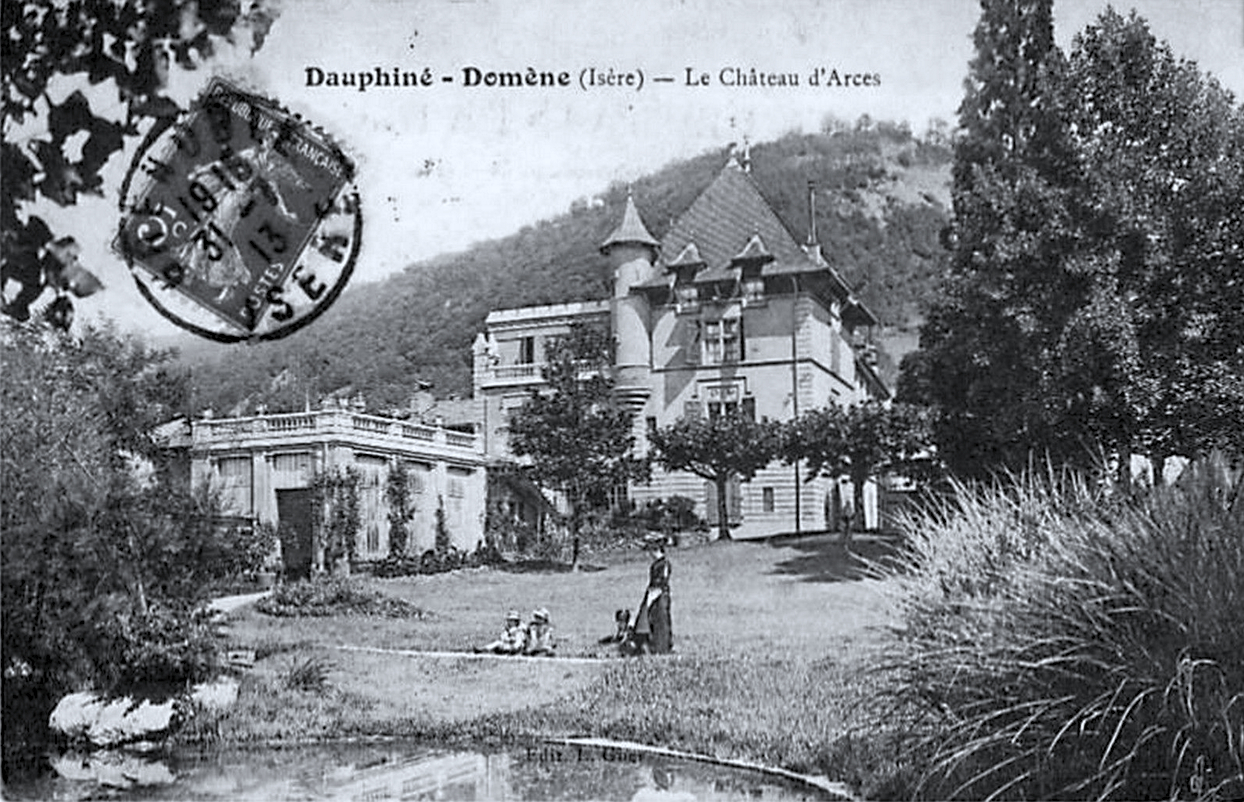
Carte postale ancienne du Château d'Arces.

Il s'agit d'un manoir qui fut propriété de la famille de Saint-Geoirs au XIIIe siècle, puis de la famille d'Arces. Il appartint aussi à la famille Arvet-Touvet. Amable Matussière, dans les années 1890, commanda les modifications que donnent l'aspect actuel au château.
Véhérie de Domène
La maison forte ou véhérie de Domène, propriété des Saint-Geoirs, se trouvait au centre du bourg actuel. Elle n'est pas arrivée jusqu'à nous, mais elle a joué un rôle au Moyen Âge.

### Personnages liées à la commune

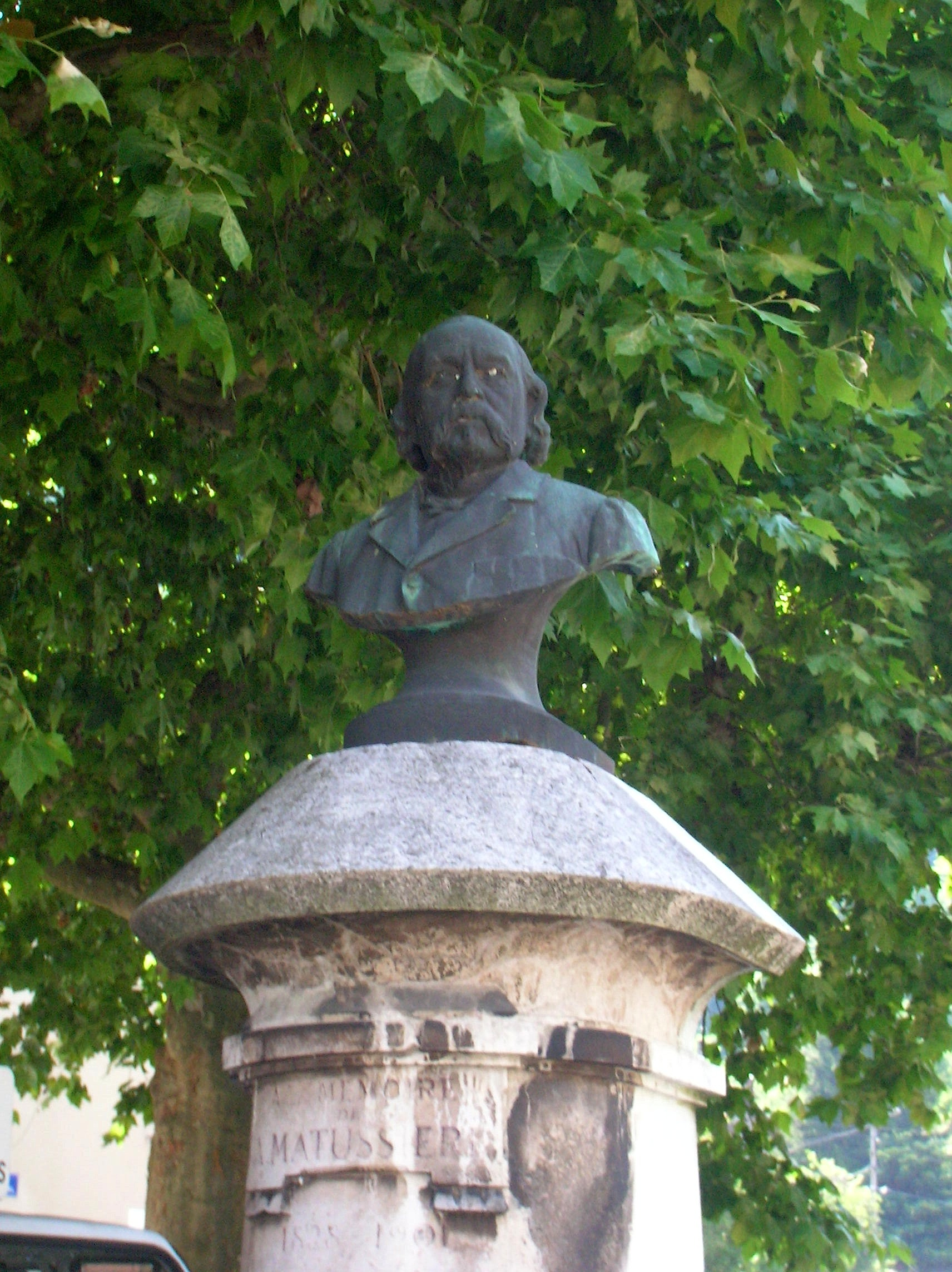
Le buste d'Amable Matussière inauguré le 22 juin 1902 en présence du sculpteur Eustache Bernard.

- Féraud dit de Domene (vers 970-1044), évêque de Gap.
- Pierre le Vénérable (vers 1092-1156), fut prieur de Domène de 1120 à 1122 avant d'être nommé abbé de Cluny.
- Colonel Ennemond Alexis Joachim Molard (1764-1812), né à Domène, commandant le 6e Régiment d'infanterie légère, mortellement blessé à la bataille des Arapiles.
- Casimir Julhiet (né en 1808), avocat, notaire, maire de Domène de 1878 à 1886, conseiller général de Grenoble-Est (Isère).
- Docteur Melchior Joseph Marmonnier (1813-1890), médecin, maire de Domène, associé d’Aristide Bergès. Honoré en Isère comme le précurseur de la transfusion sanguine.
- Charles Lapostolet (1824-1890) peintre paysagiste décédé à Domène dans la maison de famille : le château Chevrant (appelé aujourd'hui Le Beauvoir)[42]
- Amable Matussière (1828-1901) papetier doménois, à l'origine des Papeteries de la Gorge à Domène, où il est décédé. Il collabora avec Aristide Bergès.
- Gustave Rivet (1848-1936), né à Domène, auteur, journaliste, député, sénateur de l'Isère, et vice-président de la gauche radicale.
- Général Joseph Louis Alphonse Baret (1852-1920), né à Domène, commandant le 14e Corps d'Armée en 1914.
- Tancrède Bastet (1858-1942), peintre né à Domène.
- Léon Trotski (1879-1940) séjourna 56 route de Savoie, dans la villa de l'instituteur de Domène, Laurent Beau, pendant une année (de juillet 1934 à juin 1935) après son expulsion de l'URSS[43],[44].
- Georges Gimel (1898-1962) : peintre, graveur, illustrateur et lithographe né à Domène. Est également connu comme sculpteur et émailleur.
- Michel Savin (né en 1958) : Homme Politique, il devient Conseiller Général du Canton de Domène en 1990, lors de l'élection cantonale partielle, à la suite du décès en cours de mandat de son père Maurice Savin, en 1995 il devient maire de Domène (1995-2017), il sera réélu en 2001, 2008 et 2014, en 2011 il devient Sénateur de l'Isere, en 2020, il est fait Maire honoraire de Domène, par le nouveau Maire de Domène Chrystel Bayon (depuis 2017).

### Héraldique
| Blason de Domène | Blason  | De vair au chef de gueules chargé d'un lion issant d'or. |
| Blason de Domène | Détails | Le statut officiel du blason reste à déterminer.         |